# Mazda CX-3
De Mazda CX-3 is een Mini SUV van het Japanse merk Mazda. Het model werd eind 2014 gelanceerd Los Angeles Auto Show en deelt zijn platform met de Mazda2. Begin 2018 is er een update van de Maza CX-3 onthuld op de New York International Auto Show.  De grootste wijziging is de toevoeging van de Skyactiv-D motor. Daarnaast zijn er aanpassingen gedaan aan de stoelen en het onderstel.

## Motoren
| Benzinemotoren | Benzinemotoren | Benzinemotoren | Benzinemotoren | Benzinemotoren | Benzinemotoren         | Benzinemotoren | Benzinemotoren                 | Benzinemotoren |
| Model          | Cilinderinhoud | Vermogen       | Koppel         | Topsnelheid    | Acceleratie 0-100 km/h | Uitstoot       | Versnellingsbak                | Jaar           |
| -------------- | -------------- | -------------- | -------------- | -------------- | ---------------------- | -------------- | ------------------------------ | -------------- |
| Skyactiv-G 120 | 1.998 cm³      | 89kW/121pk     | 206Nm          | 192 km/h       | 9,0s                   | 141 g/km       | 6-versnellingen handgeschakeld | 2015-heden     |
| Skyactiv-G 120 | 1.998 cm³      | 89kW/121pk     | 206Nm          | 187 km/h       | 9,9s                   | 140 g/km       | 6-traps automaat               | 2015-heden     |
| Skyactiv-G 150 | 1.998 cm³      | 110kW/150pk    | 206Nm          | 200 km/h       | 8,8s                   | 160 g/km       | 6-versnellingen handgeschakeld | 2015-heden     |
| Skyactiv-G 150 | 1.998 cm³      | 110kW/150pk    | 206Nm          | 195 km/h       | 9,7s                   | 152 g/km       | 6-traps automaat               | 2015-heden     |

| Dieselmotoren  | Dieselmotoren  | Dieselmotoren | Dieselmotoren | Dieselmotoren | Dieselmotoren          | Dieselmotoren | Dieselmotoren                  | Dieselmotoren |
| Model          | Cilinderinhoud | Vermogen      | Koppel        | Topsnelheid   | Acceleratie 0-100 km/h | Uitstoot      | Versnellingsbak                | Jaar          |
| -------------- | -------------- | ------------- | ------------- | ------------- | ---------------------- | ------------- | ------------------------------ | ------------- |
| Skyactiv-D 115 | 1.759 cm³      | 85kW/115pk    | 270Nm         | 184 km/h      | 9,9s                   | 114 g/km      | 6-versnellingen handgeschakeld | 2015-heden    |
| Skyactiv-D 115 | 1.759 cm³      | 85kW/115pk    | 270Nm         | 183 km/h      | 11,0s                  | 129 g/km      | 6-traps automaat               | 2015-heden    |

### Uitvoeringen
De Mazda CX-3 wordt geproduceerd in diverse uitvoeringen. De Sport Selected is een speciale uitvoering en tijdelijk beschikbaar*.
| Uitvoering                 |
| -------------------------- |
| Mazda CX-3 S               |
| Mazda CX-3 TS              |
| Mazda CX-3 TS+             |
| Mazda CX-3 GT-M            |
| Mazda CX-3 Sport Selected* |

## Interieur en exterieur
Tijdens de recentelijke upgrade zijn er een aantal dingen veranderd, zo is o.a. de middenarmsteun standaard geworden. Daarnaast zijn er op basis van het bekende KODO design als basis, aanscherpingen binnen het interieur en exterieur geweest. Ook is de isolatie van de auto aangepakt bij deze upgrade. Het exterieur is voorzien van een nieuw ontworpen grille, nieuwe 18-inch aluminium velgen en de mogelijkheid om Soul Red Crystal als kleur te kiezen.

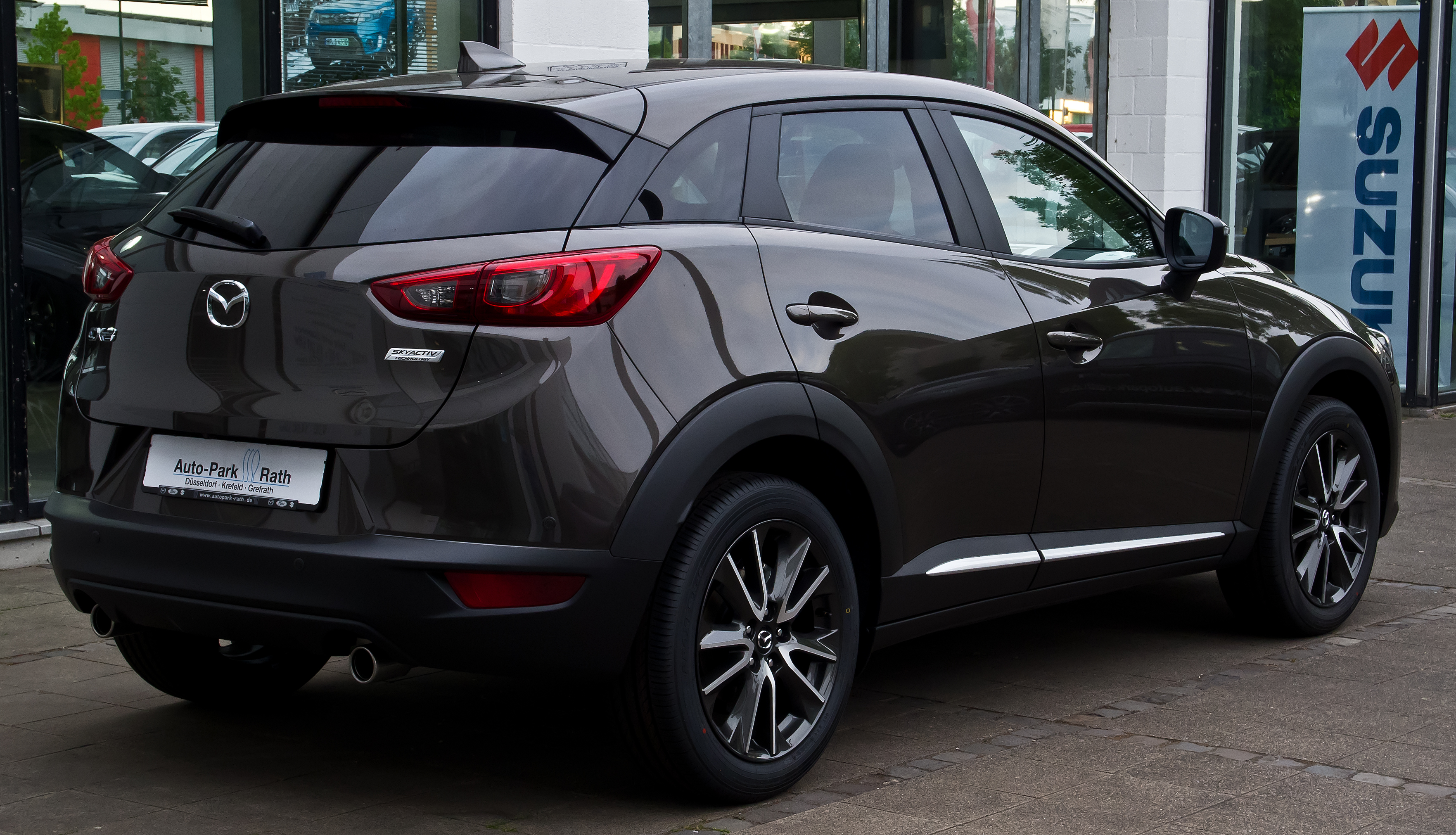
Achteraanzicht

Het interieur is met de upgrade standaard voorzien van een elektronische parkeerrem met auto-hold functie, i-ACTIVSENSE veiligheidstechnologieën en een led-verlichtingssysteem.
Concept-modellen:
Furai
Huidige modellen in Nederland:
2 ·
3 ·
6 ·
CX-3 ·
CX-30 ·
MX-30 ·
CX-5 ·
MX-5 ·
Huidige modellen internationaal:
BT-50 ·
Carol ·
CX-4 ·
CX-9 ·
E-Series ·
Scrum ·
Spiano ·
Titan ·
1960-1969
1000/1300 ·
1500 ·
B-Series ·
Carol ·
Cosmo ·
E360 ·
E-Series ·
R130 ·
R360
1970-1979
323 ·
626 ·
929 ·
Roadpacer ·
RX-2 ·
RX-3 ·
RX-4 ·
RX-5 ·
RX-7
1980-1989
121 ·
MPV ·
MX-6 ·
1990-1999
AZ-Offroad ·
AZ-Wagon ·
Demio ·
Laputa ·
MX-3 ·
Navajo ·
Premacy ·
Xedos 6 ·
Xedos 9
2000-2009
5 ·
Biante ·
CX-7 ·
RX-8 ·
Spiano ·
Tribute ·
Verisa ·